# Frómista
Frómista é um município da Espanha na província de Palência, comunidade autónoma de Castela e Leão, de área 49,59 km² com população de 838 habitantes (2007) e densidade populacional de 19,86 hab/km².

## Demografia
| Variação demográfica do município entre 1991 e 2004 | Variação demográfica do município entre 1991 e 2004 | Variação demográfica do município entre 1991 e 2004 | Variação demográfica do município entre 1991 e 2004 |
| --------------------------------------------------- | --------------------------------------------------- | --------------------------------------------------- | --------------------------------------------------- |
| 1991                                                | 1996                                                | 2001                                                | 2004                                                |
| 1070                                                | 1041                                                | 965                                                 | 928                                                 |